# Xerus inauris
Espèce
Statut de conservation UICN

 LC  : Préoccupation mineure
Xerus inauris, ou Écureuil de terre du Cap, est un rongeur du genre Xerus. C'est une espèce du sud  de l'Afrique et proche des Écureuils.

## Description
L'écureuil de terre du Cap présente un dimorphisme sexuel léger, le mâle étant 8 à 12% plus lourd que la femelle. La femelle mesure de 43,5 à 44,6 cm de long pour un poids allant de 444 à 600 g et le mâle mesure de 45,2 à 47,6 cm de long pour un poids allant de 423 à 649 g,.

## Répartition

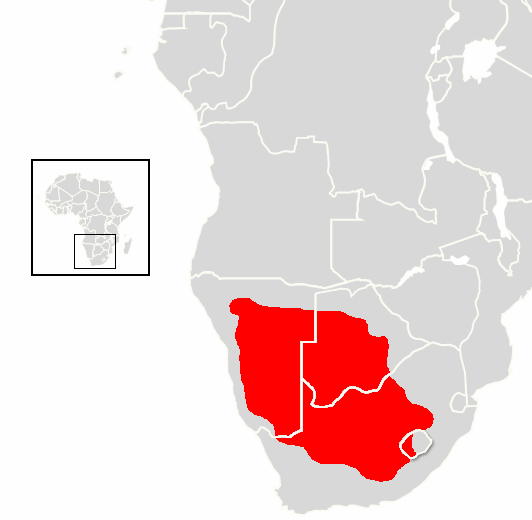
Aire de répartition

Cette espèce est présente en Namibie, au Botswana, en Afrique du Sud et au Lesotho.

## Comportement

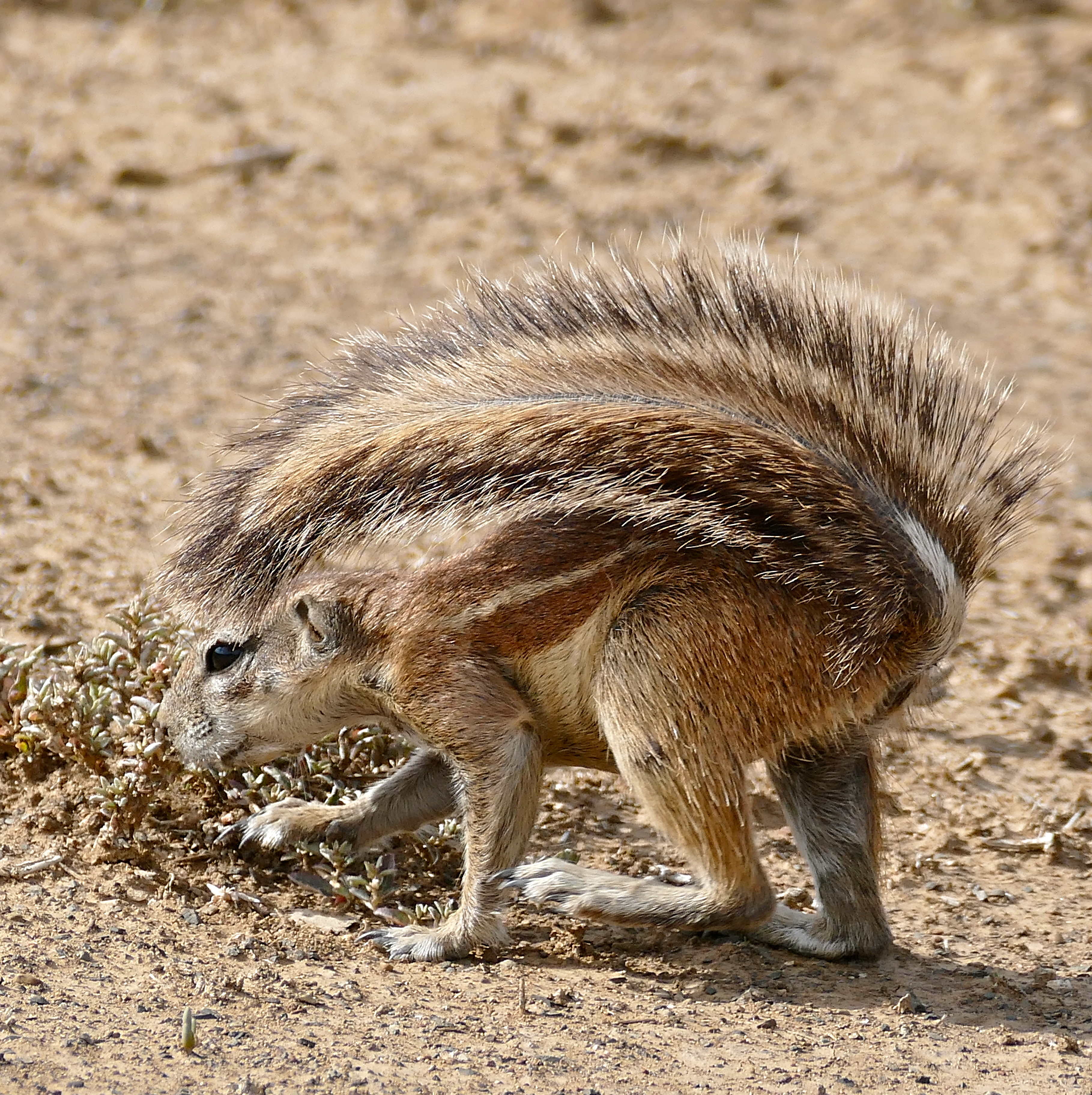

L'écureuil de terre du Cap (Xerus inauris) est un rongeur exclusivement diurne vivant dans des espaces ouverts de régions arides.

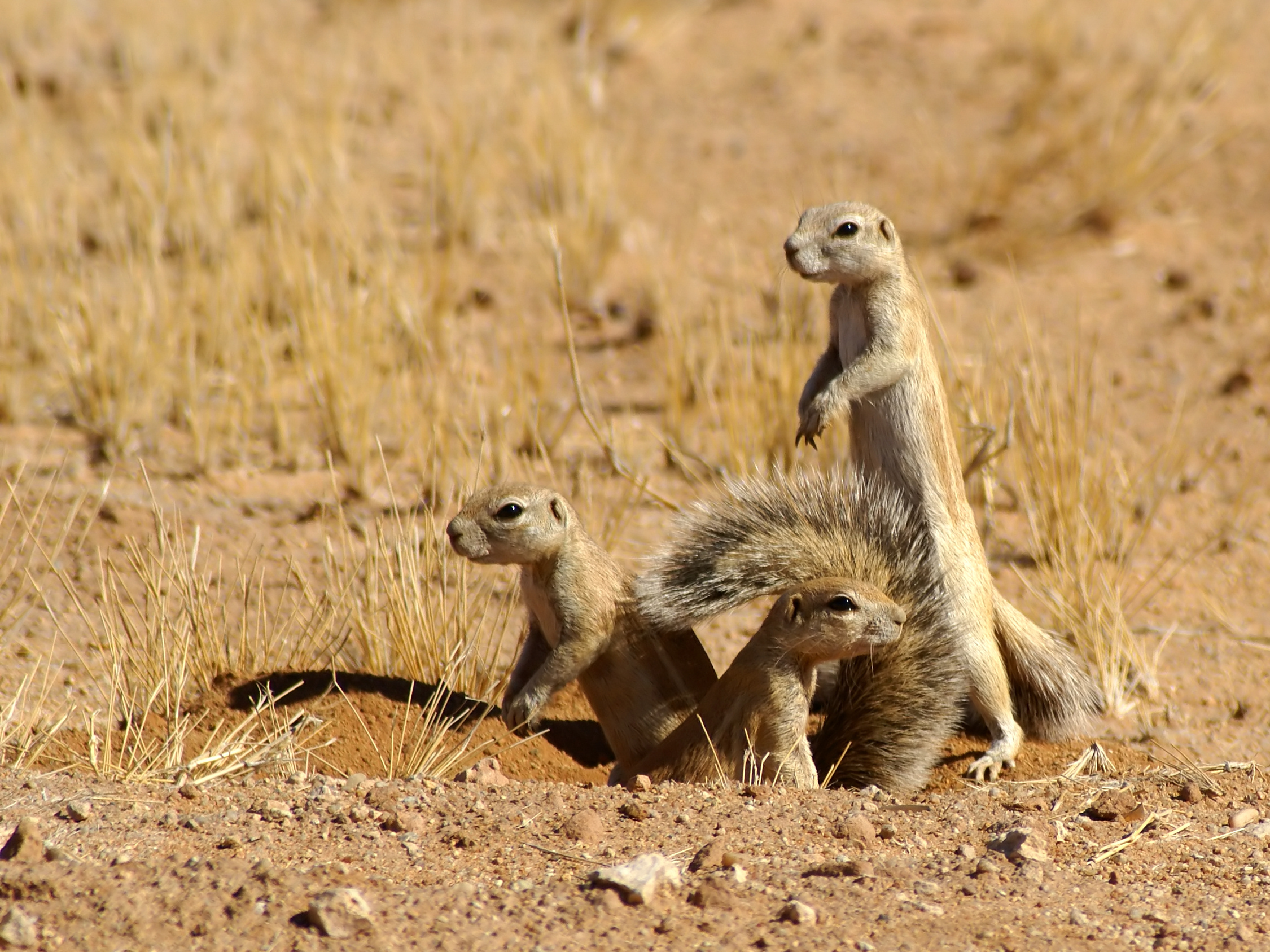
Les écureuils de terre creusent des terriers dans le sol. Ici près de Solitaire, en Namibie.

Mâles et femelles vivent dans des groupes séparés. Les femelles vivent en groupe de 1 à 4 femelles avec leurs petits. Il n'y a pas de hiérarchie. Les mâles vivent dans des groupes pouvant contenir jusqu'à 19 individus. Ils ont une hiérarchie stricte basée sur l'âge.
Les groupes d'écureuils de terre du Cap, aussi bien mâle que femelle, peuvent partager leur terrier avec des suricates (Suricata suricatta) et des mangoustes jaunes (Cynictis penicillata).
Les écureuils de terre du Cap adoptent plusieurs comportements de thermorégulation pour se protéger de la chaleur. Dès que la température extérieure excède 40 °C, ils se placent dos au soleil et lèvent leur queue au dessus de leur dos. On estime que cela leur permet d'abaisser la température au-dessus d'eux d'environ 5 °C.

## Alimentation
Ils se nourrissent de bulbes, de fruits, d'herbes, d'insectes et de graines. Les plantes les plus consommées sont Cynodon dactylon et Enneapogon brachystachyus puis viennent Stipagrostis obtusa, Aristida obtusa et Boscia foetida. Ils consomment les graines des genres Leucas, Sophora et des espèces Tribulus terrestris et Urochloa panicoides. Ils complètent leur alimentation avec des insectes, notamment des termites, des coléoptères, des criquets et des chenilles.

## Reproduction
Il n'y a pas de période de reproduction, l'écureuil de terre du Cap se reproduit toute l'année avec néanmoins un pic en hiver. Mâles et femelles ont de multiples partenaires. L'accouplement peut avoir lieu aussi bien sous terre que sur le sol. La période de gestation est de 48 jours en moyenne. La femelle donne naissance à une portée de 1 à 3 petits qui sont nus et aveugles. Le sexe ratio est équilibré. Les poils et les moustaches des petits sont visibles au bout de 7 jours et le corps est couvert d'un pelage beige après 14 jours. Les petits ouvrent les yeux au bout de 35 jours. Ils sont capables de sortir du terrier au bout de 45 jours et sont sevrés après 52 jours. Ils sont alors capables de chercher eux-mêmes leur nourriture. Les mâles atteignent la maturité sexuelle au bout de 8 mois, ils doivent alors quitter leur mère pour rejoindre un groupe de mâles. Les femelles atteignent la maturité sexuelle au bout de 10 mois, elles restent dans leur groupe social,.

## Prédateurs naturels

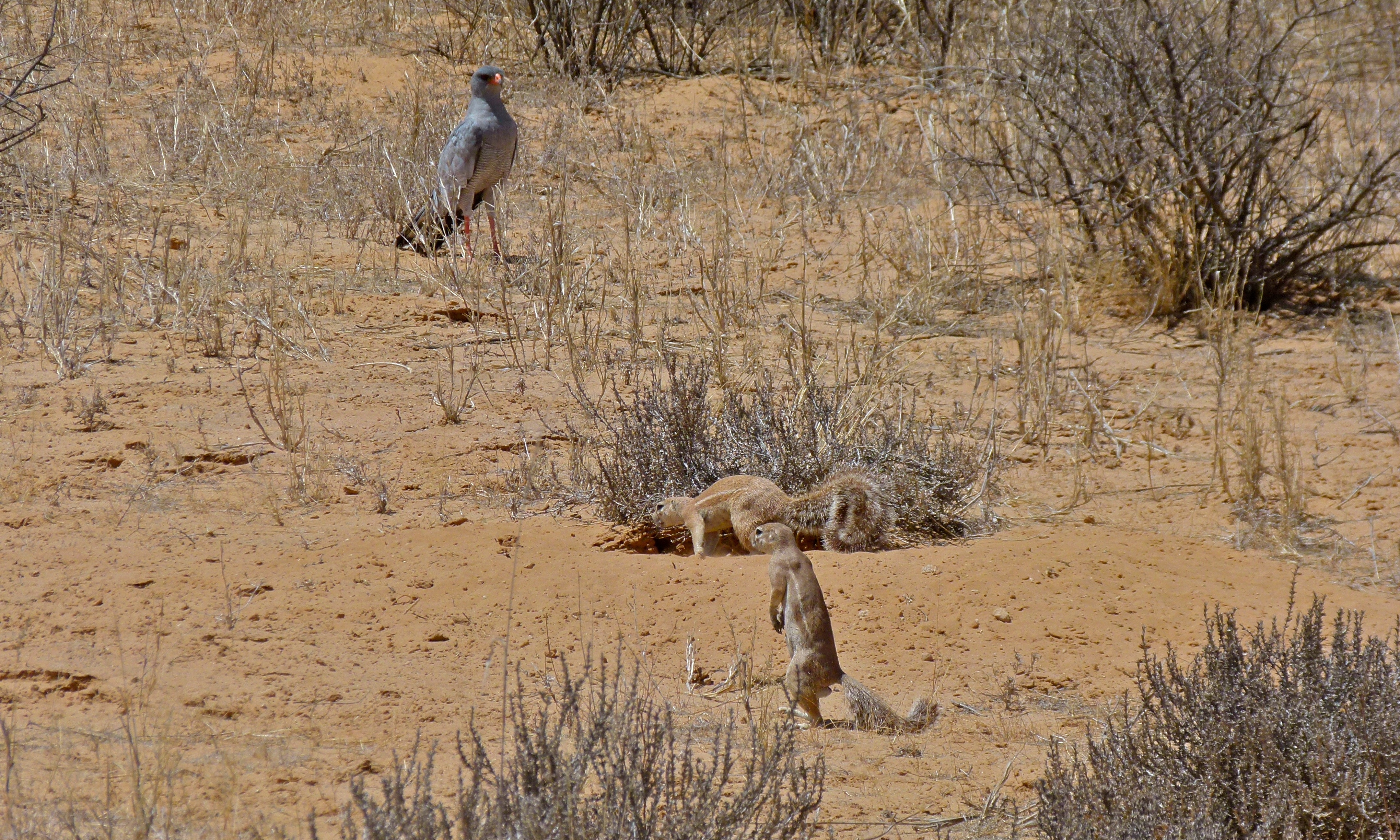
Autour chanteur (Melierax canorus) à proximité d'un groupe d'écureuils de terre du Cap (Parc transfrontalier de Kgalagadi, Afrique du Sud).

Les principaux prédateurs terrestres de Xerus inauris sont le chacal à chabraque (Canis mesomelas) et le Chat sauvage d’Afrique (Felis silvestris lybica). L'Autour chanteur (Melierax canorus) est l'un de ses prédateurs aériens.

## Galerie

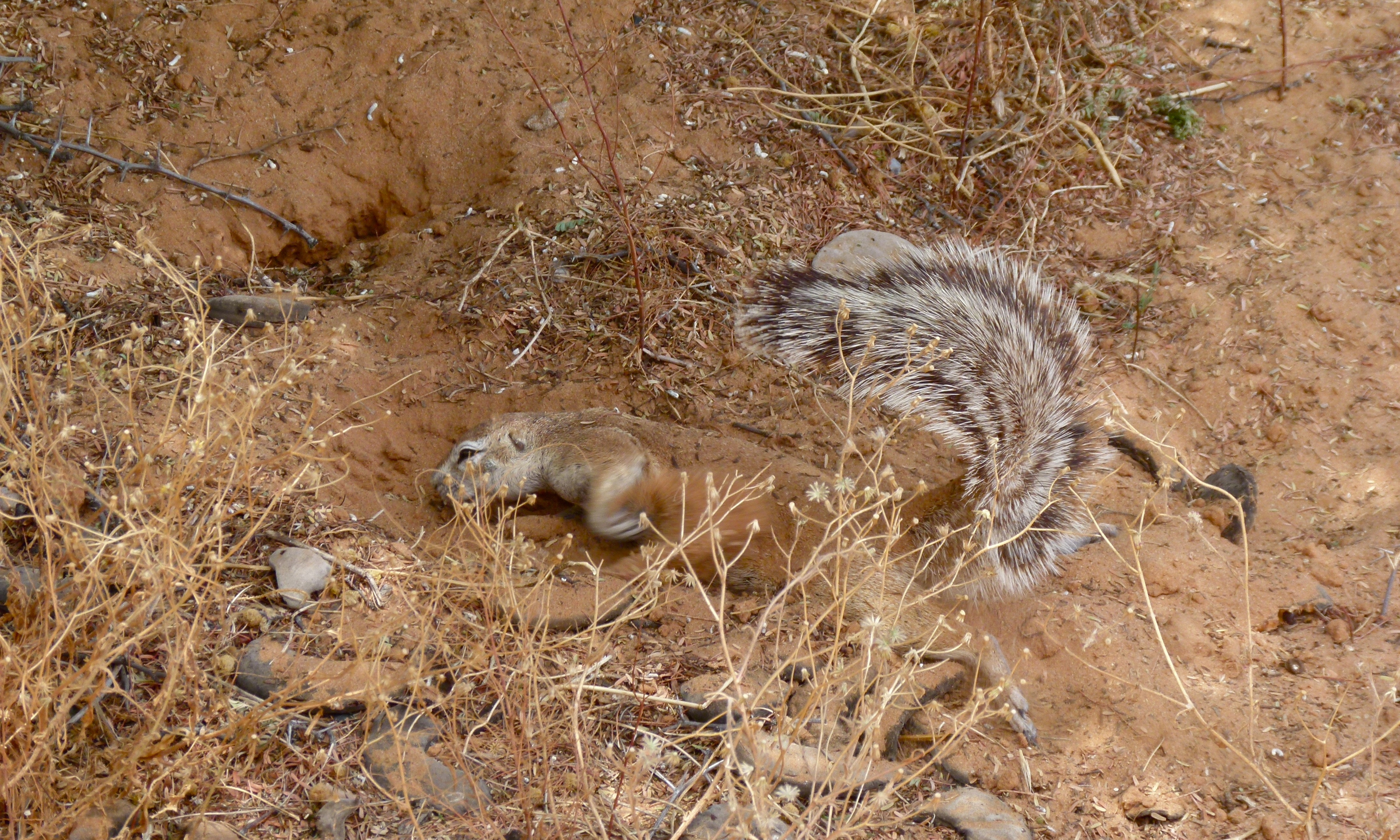
Écureuil de terre du Cap creusant un terrier (Parc transfrontalier de Kgalagadi, Afrique du Sud)
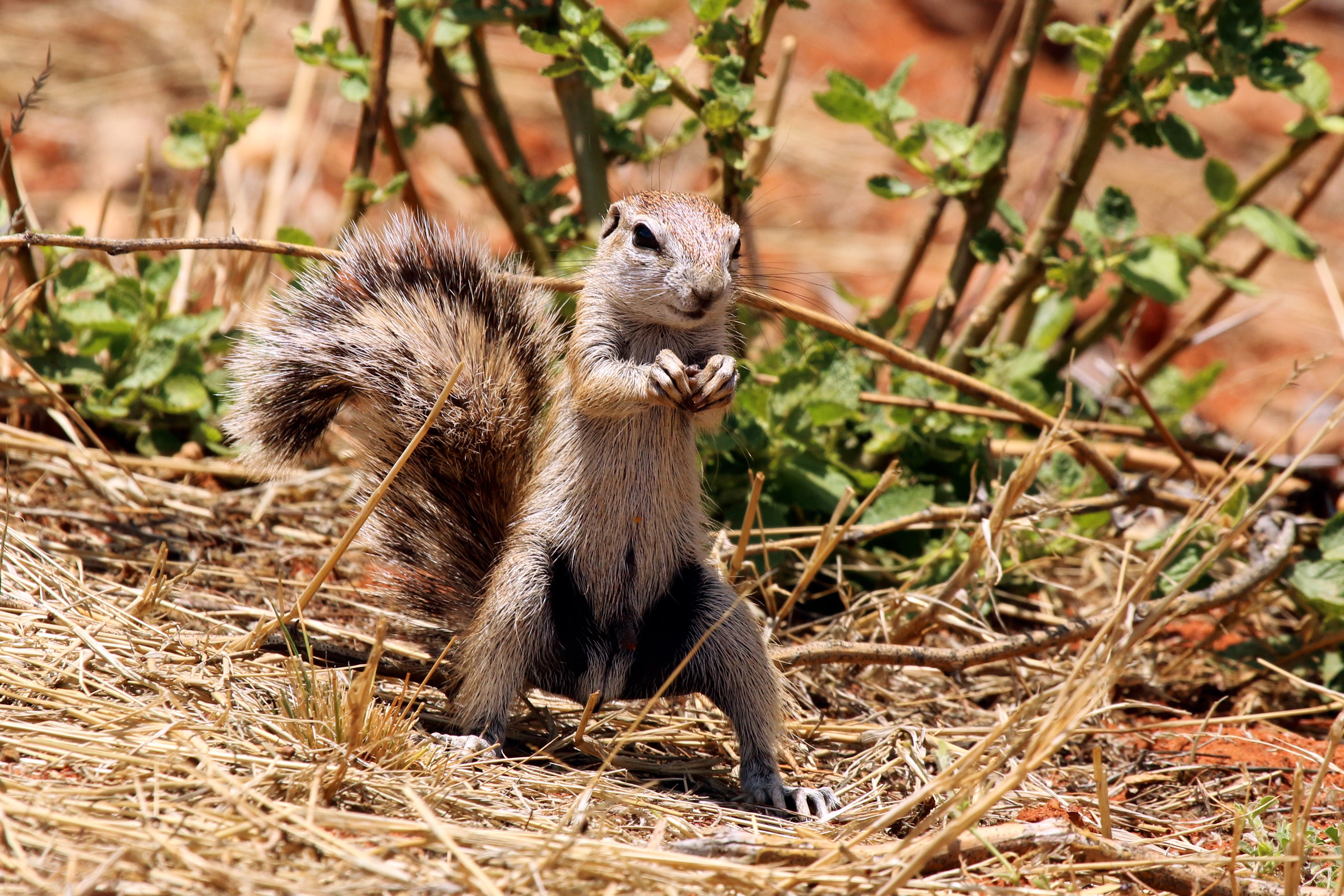
Mâle (Tswalu Kalahari, Afrique du Sud)
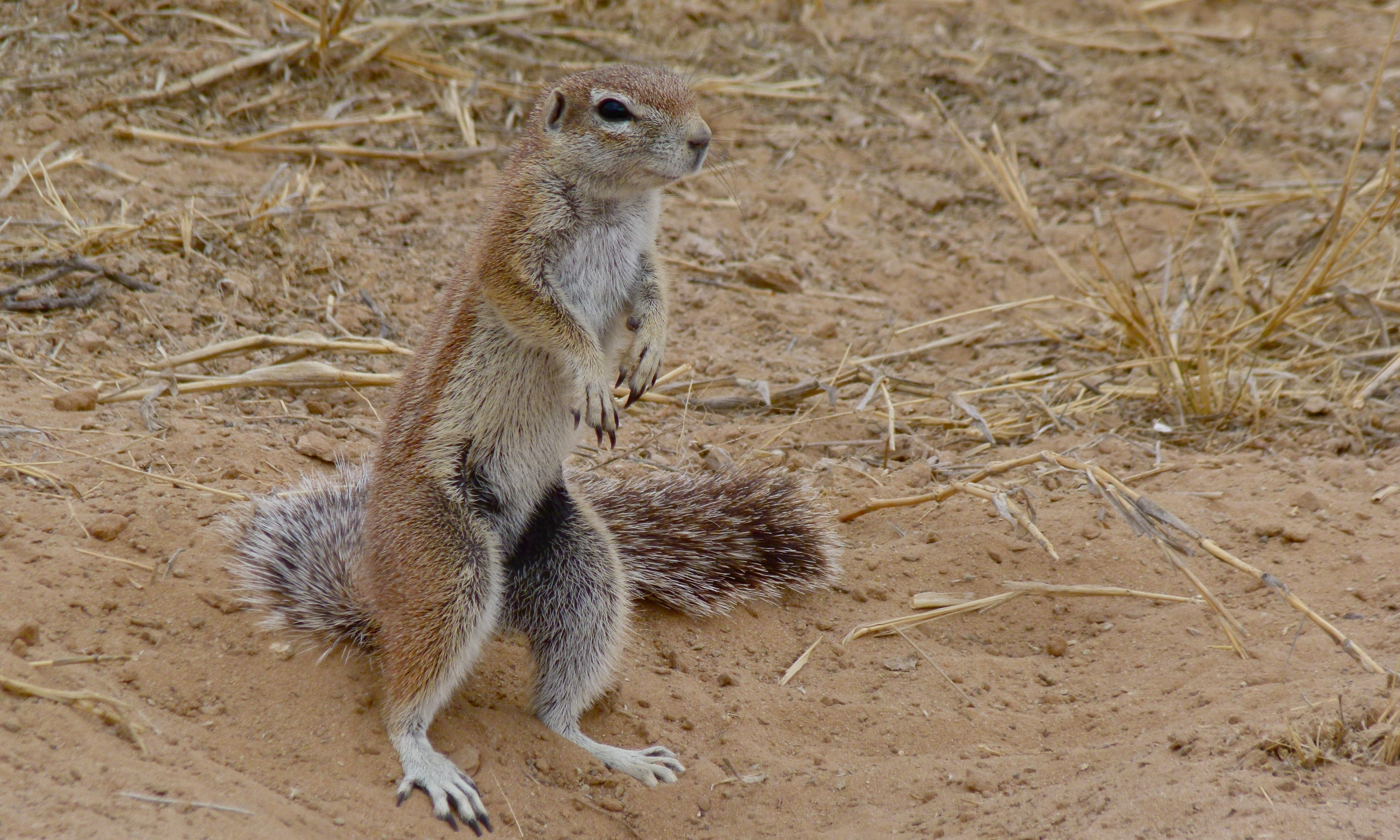
Femelle (Parc transfrontalier de Kgalagadi, Afrique du Sud)
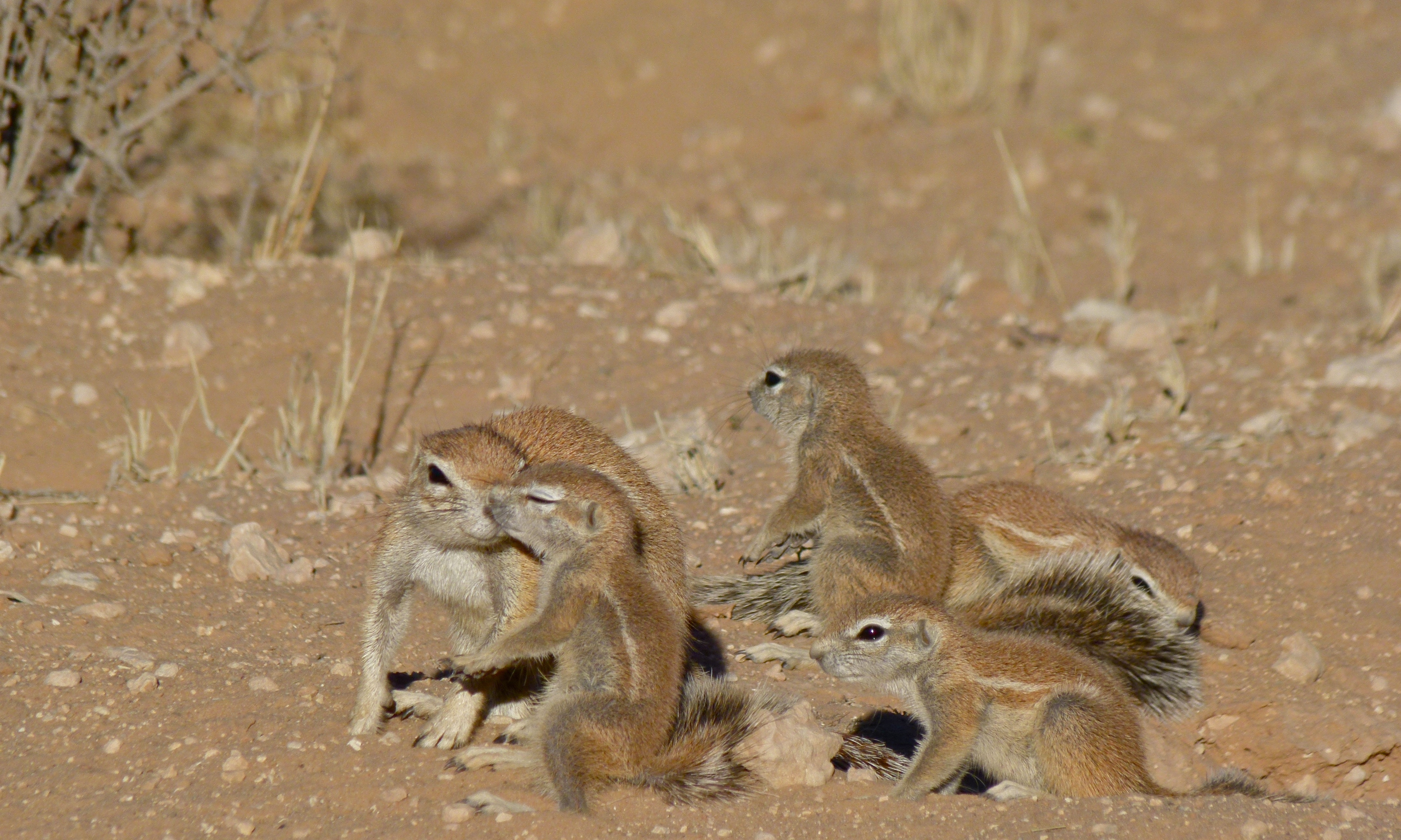
Juvéniles (Parc transfrontalier de Kgalagadi, Afrique du Sud)
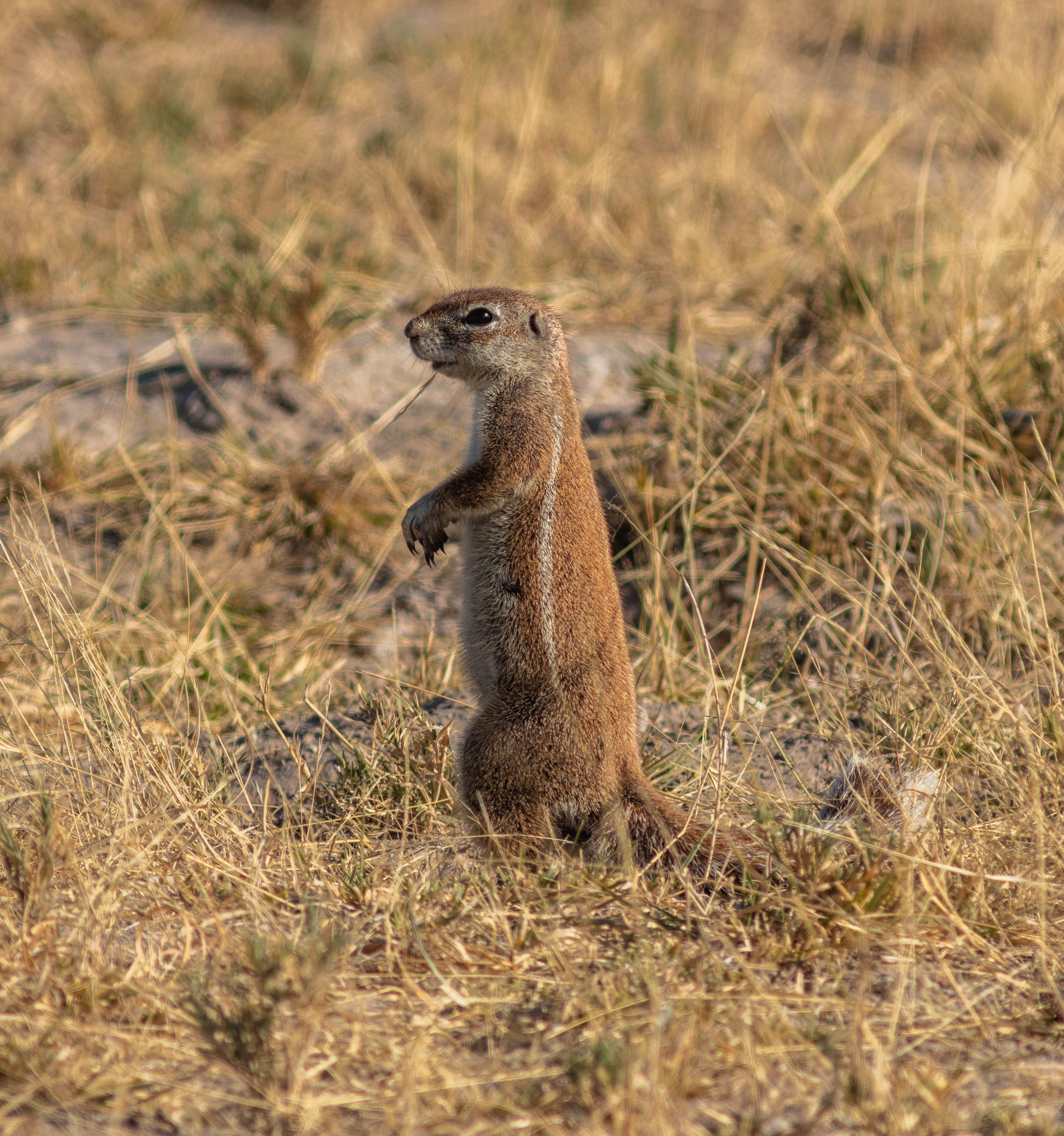
Parc national Makgadikgadi Pans, Botswana.